# Vajda Lajos (politikus)
Vajda Lajos (Bölön, 1955. november 9. −) magyar iparkémiai mérnök, erdélyi magyar politikus. 2002-2008 között a Kovászna Megyei Önkormányzat alelnöke.

## Életrajz
Kovászna megyében, Bölönben született 1955. november 9-én. Jelenleg Sepsiszentgyörgyön él, egy gyermekes családapa. Iparkémiai mérnöki diplomáját 1978-ban szerezte. 1999–2002 között a Kovászna Megyei Kis- és Középvállalkozók szövetségének (ASIMCOV) ügyvezető igazgatója, 2002–2008 között a Kovászna Megyei Tanács alelnöke.  2006-tól az RMDSZ Háromszéki Területi Szervezet önkormányzatokért felelős ügyvezető alelnöke. Az RMDSZ Országos Önkormányzati Tanácsa (OÖT) 2005. november 4-i ülésének végén megválasztották az OÖT alelnökeit, Lokodi Edit Emőke, Molnos Lajos, Ladányi László, Vajda Lajos, Bognár Levente, Pop Imre, Ludescher István és Baka Mátyás személyében.

## Díjak, elismerések
- Bölön díszpolgára[3]